# Redonda
Redonda é uma ilha deabitada pertencente a Antígua e Barbuda e com status de dependência.
Tem cerca de 1,6 km de comprimento por 0,5 km de largura, e 0,56 km2 de área, com altitude máxima de 296 m. É um antigo vulcão.
O Reino de Redonda foi um reino ficcional localizado na ilha e criado por M. P. Shiel.

## Fauna
Há animais endémicos da ilha, como a ameiva-de-redonda, o lagarto Anolis nubilis e uma espécie de lagarto-anão.
A ilha é colonizada por muitas espécies de aves marinhas.